# 山口邦子
山口 邦子（やまぐち くにこ、1959年1月31日 - ）は、日本のフルート奏者。平成音楽大学非常勤講師。日本フルート協会理事。熊本ユースシンフォニーオーケストラ指導者・理事長。

## 略歴
熊本市出身。武蔵野音楽大学音楽学部器楽学科（フルート専攻）卒業。フルートを佐伯隆夫、清水信貴に師事。
武蔵野音大在学中、熊本にて「木管五重奏の夕べ」開催。
卒業時、東京に於いて日本フルート協会主催「第9回フルートデビューリサイタル」出演。
第21回熊本県新人演奏会出演。
「山口邦子フルートリサイタル」の他、ソプラノ、クラリネット、フルートそれぞれとのジョイントリサイタルなどを数多く企画、開催する。
1982年　熊本に帰り、熊本ユースシンフォニーオーケストラ指導者となる。同時に熊本交響楽団フルート奏者となる。
1985年　入江和也（オーボエ）、溜渕孝二（クラリネット）、田畑博美（ファゴット）、山口亮二（ホルン）とともに熊本シティ木管アンサンブルを結成し、NHK美術館コンサート等に出演。
1988年　外山雄三指揮の熊本交響楽団第46回定期演奏会においてW.A.モーツァルト「フルートとハープの為の協奏曲」ソリストとして長澤真澄（ハープ）と共演。
1991年　八代厚生会館にて開催された福岡シティフィルハーモニックオーケストラ「協奏曲の夕べ」にてC.シュターミッツ「フルート協奏曲」のソリストを務める。

1990年　フルートアンサンブル’90(KUMAMOTO)結成。熊本在住のプロフルーティストのアンサンブルとして唯一無二の活動をし、熊本のフルート界をけん引する団体として活動中。代表を務める。
フルートアンサンブル（KUMAMOTO)は、日本フルートコンヴェンションに於いて、神戸・広島・福岡・名古屋・川崎・高松・浜松等の都市でも演奏を披露する。
2015年　第1回熊本アートフェスティヴォ！大賞グランプリを受賞。

2003年　フルートアンサンブル’90が指導するアマチュアフルートアンサンブル「シリンクス」を作る。以後、「アパッショナータ」「ラ・シェブル」「セクエンツァ」「イマージュ」など、フルート独奏曲の名前が付いたアマチュア団体を次々に作り、活発な活動を指導する。
活動は九州一円に広がり、「フルートアンサンブル’90と低音の仲間達」や「フルートアンサンブル’90と仲間達」など、様々な形での展開を主宰している。

2009年　ラスカーラオペラ管弦楽団の設立と共に、フルート奏者として活動。オテッロ、ヴェルディ/レクイエム、椿姫、アイーダ、カルメン、ヘンゼルとグレーテルなどのオペラ公演に参加。